# Gabriel Macht
Gabriel Swann Macht (Bronx, 22 de janeiro de 1972) é um ator norte-americano mais conhecido por seu trabalho na série de televisão Suits como Harvey Specter.

## Biografia
Gabriel Macht nasceu em 22 de Janeiro de 1972 no Bronx, Nova York. É filho do actor Stephen Macht e de Suzanne Victoria Pulier, ambos judeus. Tem três irmãos: Jesse, um músico que já apareceu no reality show americano "The Next Great American Band", Ari Serbin e Julie. Quando tinha cinco anos, sua família se mudou para Los Angeles, Califórnia, onde ele posteriormente frequentou a Carnegie Mellon College of Fine Arts, se formando em 1994.
É casado desde 2004 com a atriz Jacinda Barrett. Em 20 de agosto de 2007 o casal teve sua primeira filha, Satine Anais Geraldine Macht, e em 26 de fevereiro de 2014 nasceu o segundo filho, de nome Luca. Ele é amigo da atriz Sarah Rafferty, companheira de trabalho na série Suits, desde 1993, quando se conheceram no Williamstown Theatre Festival.
Gabriel Macht é vegetariano.

## Filmografia

### Filmes
| Ano  | Título                                                 | Personagem                          | Notas                                                                                   |
| ---- | ------------------------------------------------------ | ----------------------------------- | --------------------------------------------------------------------------------------- |
| 1980 | Why Would I Lie?                                       | Jorge                               | Aparece nos créditos com o nome de Gabriel Swann Indicado ao prêmio Young Artist Awards |
| 1998 | The Object of My Affection                             | Steve Casillo                       |                                                                                         |
| 1998 | The Adventures of Sebastian Cole                       | Troy                                |                                                                                         |
| 1999 | Simply Irresistible                                    | Charlie                             |                                                                                         |
| 2000 | The Bookie's Lament                                    | Mickey                              |                                                                                         |
| 2000 | 101 Ways (The Things a Girl Will Do to Keep Her Volvo) | Dirk                                |                                                                                         |
| 2000 | The Audrey Hepburn Story                               | William Holden                      |                                                                                         |
| 2001 | American Outlaws                                       | Frank James                         |                                                                                         |
| 2001 | Behind Enemy Lines                                     | Naval Aviator Lt. Jeremy Stackhouse |                                                                                         |
| 2002 | Bad Company                                            | Officer Seale                       |                                                                                         |
| 2003 | The Recruit                                            | Zack                                |                                                                                         |
| 2003 | Grand Theft Parsons                                    | Gram Parsons                        |                                                                                         |
| 2004 | A Love Song for Bobby Long                             | Lawson Pines                        |                                                                                         |
| 2006 | The Good Shepherd                                      | John Russell Jr.                    |                                                                                         |
| 2007 | Because I Said So                                      | Johnny Dresden                      |                                                                                         |
| 2008 | The Spirit                                             | Espírito/Denny Colt                 |                                                                                         |
| 2009 | Whiteout                                               | Robert Pryce                        |                                                                                         |
| 2009 | One Way to Valhalla                                    | Bo Durant                           |                                                                                         |
| 2010 | Middle Men                                             | Buck Dolby                          |                                                                                         |
| 2010 | Love and Other Drugs                                   | Trey Hannigan                       |                                                                                         |
| 2011 | S.W.A.T.: Firefight                                    | Paul Cutler                         |                                                                                         |
| 2011 | A Bag of Hammers                                       | Wyatt                               |                                                                                         |
| 2013 | Breaking at the Edge                                   | Detective Williams                  |                                                                                         |

### Séries
| Ano       | Título                   | Personagem       | Notas                              |
| --------- | ------------------------ | ---------------- | ---------------------------------- |
| 1991      | Beverly Hills, 90210     | Tal Weaver       | Episódio: Leading from the Heart   |
| 1995      | Follow the River         | Johnny Draper    |                                    |
| 1997      | Spin City                | The Naked Guy    | Episódio: Snowbound                |
| 1998      | Sex and the City         | Barkley          | Episódio: Models and Mortals       |
| 1999      | Wasteland                | Luke             | Episódio: Best Laid Plans          |
| 2000      | The Audrey Hepburn Story | William Holden   |                                    |
| 2000      | The Others               | Dr. Mark Gabriel | 13 episódios                       |
| 2005      | Numb3rs                  | Don Eppes        | Episódio piloto que não foi ao ar  |
| 2005      | Archangel                | R.J. O'Brian     | Minissérie                         |
| 2011–2019 | Suits                    | Harvey Specter   | Protagonista / Produtor            |
| 2019      | Pearson                  | Harvey Specter   | Episódio: The Former City Attorney |